# Durtal
Durtal – miejscowość i gmina we Francji, w regionie Kraj Loary, w departamencie Maine i Loara.
Według danych na rok 2010 gminę zamieszkiwało 3 349 osób, a gęstość zaludnienia wynosiła 55 osób/km².